# Jerzy Ciszewski (1916–1983)

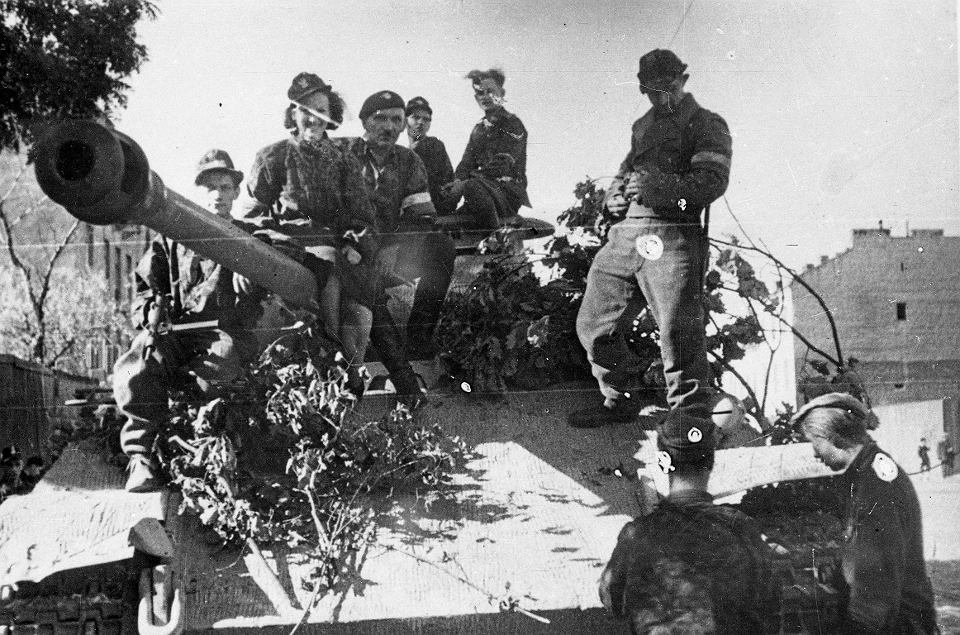
Czołg Pantera – jeden z dwóch zdobytych 2 sierpnia na ul. Okopowej, jeden z nich został najprawdopodobniej rozbity przez Jerzego Ciszewskiego

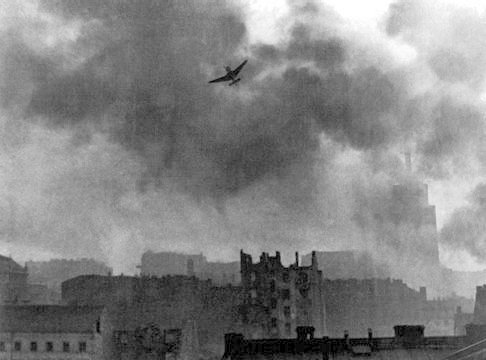
Sztukas nad rejonem placu Napoleona w czasie powstania. Dymy płonących domów przesłaniają gmach Prudentialu po prawej stronie. Takiego sztukasa Ciszewski zestrzelił z okna przy ul. Hipotecznej

Jerzy Ciszewski pseud. Motz lub Mötz (ur. 14 lutego 1916 w Warszawie, zm. 29 grudnia 1983 tamże) – polski architekt, dziennikarz, wachmistrz podchorąży Wojska Polskiego, uczestnik kampanii wrześniowej, podporucznik AK, uczestnik powstania warszawskiego w szeregach Dywizjonu „1806” Batalionu „Łukasiński”, a później Batalionu „Gozdawa”. 2 sierpnia prawdopodobnie to on rozbił pierwszy niemiecki czołg „Pantera”, a 23 sierpnia zestrzelił najprawdopodobniej jedyny samolot niemiecki, jaki został zestrzelony przez powstańców nad Warszawą.

## Życiorys
Jerzy Ciszewski ukończył gimnazjum w 1936 roku. Został przydzielony do Szkoły Podchorążych Rezerwy Kawalerii w Grudziądzu, po ukończeniu której został awansowany do stopnia kaprala podchorążego i przydzielony do 1 pułku szwoleżerów Józefa Piłsudskiego. W 1937 roku rozpoczął studia na Wydziale Architektury Politechniki Warszawskiej.
We wrześniu 1939 roku został zmobilizowany jako wachmistrz i walczył ze swoim macierzystym pułkiem w 1 szwadronie zapasowym rotmistrza Smolicza. Brał udział w bitwie pod Krasnobrodem. Po rozbiciu części pułku pod Suchowolą wrócił do Warszawy. Przez pierwsze dwa lata pracował w firmie budowlanej ojca. W 1942 roku wstąpił do Armii Krajowej. Dostał przydział do 1 pułku strzelców konnych AK, który został odtworzony w Warszawie i w obwodzie garwolińskim. Ciszewski należał do obwodu garwolińskiego. W 1942 roku uczęszczał na tajne wykłady podchorążówki. Stworzył 5-osobową sekcję, którą szkolił w zakresie znajomości broni i regulaminów.
W dniu wybuchu powstania warszawskiego jego pułk został przemianowany na Dywizjon „1806” i podlegał dowództwu batalionu „Łukasiński”. 1 sierpnia z dywizjonem uderzył z ul. Burakowskiej na Stawki. Później walczył na Woli (róg Wolskiej i Młynarskiej). 2 sierpnia na ul. Okopowej to najprawdopodobniej on rozbił jeden z dwóch pierwszych niemieckich czołgów „Pantera”.
W czasie walk na Woli został odznaczony swoim pierwszym Krzyżem Walecznych. Był ranny, jego oddział wycofał się na Stawki, gdzie Ciszewski został ponownie ranny. Po operacji w szpitalu Jana Bożego dołączył do oddziału, który wtedy wszedł w skład Zgrupowania Kuba-Sosna na Pododcinku „Gozdawa” (obszar: Miodowa – plac Krasińskich – Bank Polski – Plac Teatralny). 23 sierpnia Ciszewski z okna przy ul. Hipotecznej zestrzelił bombowiec Junkers Ju-87 Stuka (bombowce te popularnie były zwane „sztukasami”). Był to najprawdopodobniej jedyny samolot wroga zestrzelony przez powstańców nad Warszawą.
Jerzy Ciszewski wsławił się również kilkoma innymi akcjami bojowymi:
- samodzielnie rozbił stanowisko ogniowe wroga ukm MG 42[1]
- odegrał znaczną rolę przy obronie klasztoru kanoniczek na Placu Teatralnym, który opuścił dopiero w dniu ewakuacji Starówki[15].

Za udział w walkach o Stare Miasto i zestrzelenie bombowca Ciszewski został odznaczony drugim Krzyżem Walecznych i Krzyżem Srebrnym Orderu Virtuti Militari (na mocy rozkazu Dowódcy AK nr 526 z 28 sierpnia 1944 roku). Ze Starówki 1 września ewakuował się z batalionem „Gozdawa” kanałami do Śródmieścia, gdzie walczył m.in. o Dom Towarowy Braci Jabłkowskich, Hotel Bristol i o ul. Chmielną. Jako ranny został ewakuowany z Warszawy ze szpitalem polowym, według innej relacji uciekł z transportu do obozu.

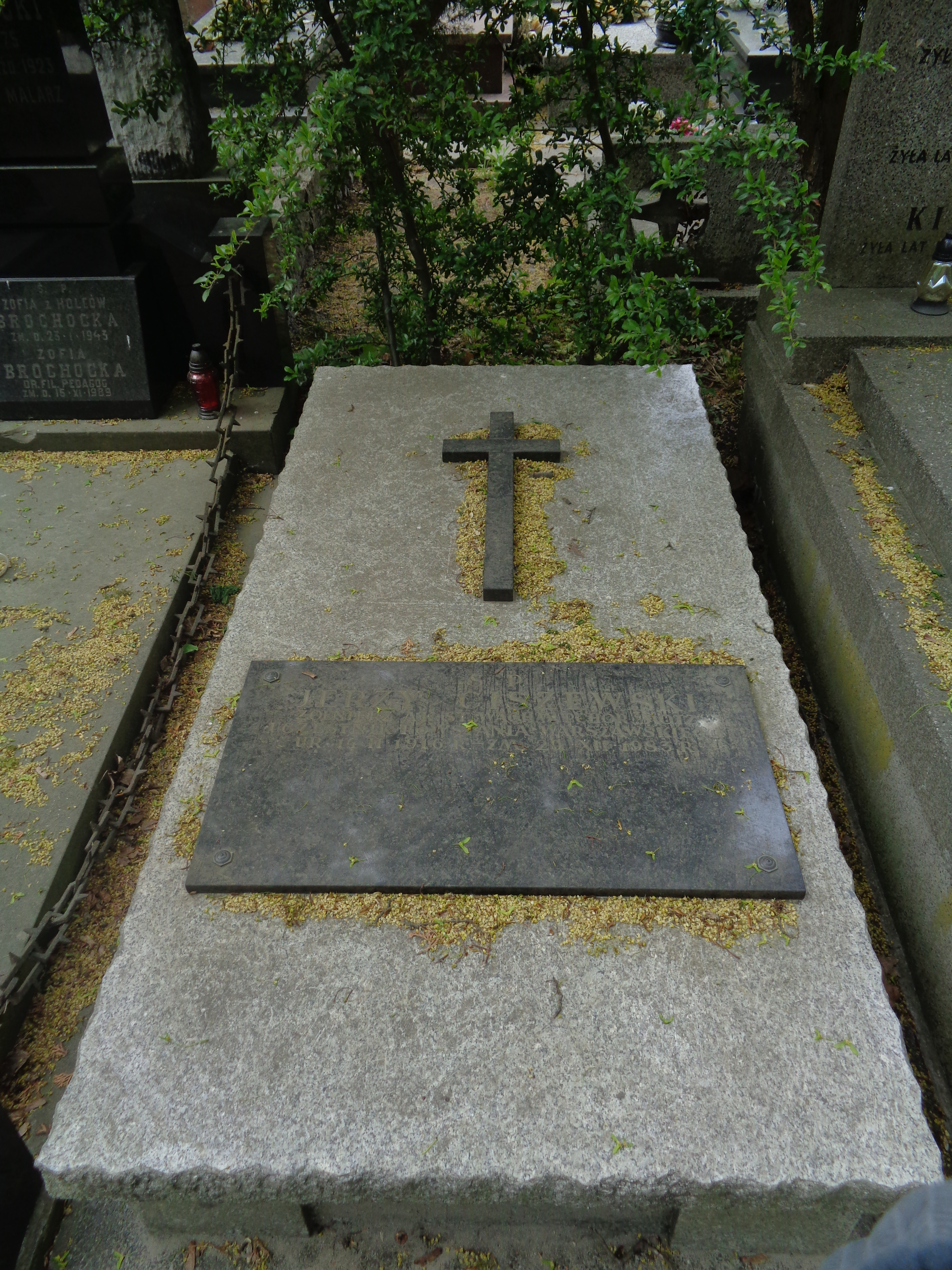
Grób Jerzego Ciszewskiego na cmentarzu Powązkowskim w Warszawie

Po wyzdrowieniu przeniósł się do Zakopanego, gdzie mieszkał do kwietnia 1945 roku, drugą część tego roku mieszkał w Krakowie, po czym wrócił do Warszawy. Podjął pracę jako dziennikarz w Expressie Wieczornym, jednocześnie kończąc studia. Od lutego 1949 roku pracował jako inżynier w biurze projektowym. Później ponownie w Expressie Wieczornym. W latach 70. na dłuższy czas wyjechał z Polski.
Był ojcem Jerzego Ciszewskiego.
Został pochowany na cmentarzu Powązkowskim w Warszawie (kwatera 90, rząd 1, miejsce 16).